# Aurélien Scheidler
Aurélien Scheidler, né le 4 juin 1998 à Saint-Martin-Boulogne en France, est un footballeur français qui joue au poste d'avant-centre au Sporting de Charleroi.

## Biographie

### Débuts professionnels
Né à Saint-Martin-Boulogne dans le Pas-de-Calais en France, Aurélien Scheidler commence à l'US Boulogne. En 2011, en compagnie de Jeff Reine-Adélaïde et Colin Dagba, il participe au concours d'entrée au Pôle Espoirs de Liévin, mais n'est pas admis. Boulogne évolue en National lorsqu'il fait sa première apparition avec l'équipe première, le 12 mai 2017 face à l'AS Béziers. Après être entré en jeu à la place de Grégory Thil, Aurélien Scheidler se fait remarquer en inscrivant ses deux premiers buts, permettant à son équipe de s'imposer (2-0),.
En 2018, il rejoint l'US Orléans. Dans un premier temps intégré à l'équipe réserve, il devient meilleur buteur de celle-ci avec 12 réalisations, et signe son premier contrat professionnel avec le club le 13 avril 2019.
Lors de la saison 2019-2020, il inscrit cinq buts en Ligue 2 avec Orléans.

### Dijon FCO
Le 31 janvier 2020, Aurélien Scheidler est recruté par le Dijon FCO, mais il est laissé à son club d'Orléans jusqu'à la fin de la saison.
Il joue son premier match en Ligue 1 avec Dijon le 22 août, lors de la réception du SCO d'Angers (défaite 0-1). Six jours plus tard, il inscrit son premier but en Ligue 1, sur la pelouse de l'Olympique lyonnais (défaite 4-1).

### AS Nancy-Lorraine
Le 19 janvier 2021, il est prêté sans option d'achat à l'AS Nancy-Lorraine jusqu'à la fin de saison. Il joue son premier match le 23 janvier face aux Chamois niortais (2-2 score final). Scheidler inscrit son premier but le 27 février, lors de la 27e journée face à Châteauroux lors d'une large victoire par quatre buts à un. Il récidive dès la journée suivante face à Caen en marquant le seul but de la rencontre de la tête, offrant ainsi la victoire à son équipe. 

### Retour à Dijon
Aurélien Scheidler retourne au Dijon FCO à l'issue de son prêt. Le club vient d'être relégué en deuxième division après avoir terminé dernier lors de la saison précédente. Il retrouve la forme sous les ordres de Patrice Garande, terminant meilleur buteur du club lors de la saison 2021-2022 avec douze réalisations, ce qui le place également à la sixième place des meilleurs buteurs du championnat. Le Dijon FCO termine cependant à la onzième place.

### SSC Bari
Lors de l'été 2022, Aurélien Scheidler est notamment approché par le FC St. Pauli mais l'offre du club allemand est repoussée par Dijon. Inutilisé depuis le début de la nouvelle saison, Scheidler s'engage finalement avec le SSC Bari le 1er septembre 2022. Il signe un contrat courant jusqu'en juin 2026.

#### Prêt à Dender
Aurelien Scheidler est prêté pour une saison avec option d'achat au FCV Dender EH, tout récemment promu en Jupiler Pro League, afin de retrouver du temps de jeu[réf. nécessaire]. Le français se distingue et est titulaire indiscutable et retrouve le sens du but (9 buts en championnat)[réf. nécessaire]. Ses bonnes performances poussent les dirigeants du club de lever l'option d'achat, le 23 mai 2025[réf. nécessaire]. Aurélien Scheidler est donc lié définitivement à Dender jusqu'en juin 2027 avec option pour une saison supplémentaire[réf. nécessaire].

### Charleroi SC
Le 19 août 2025, malgré que Dender ait levé son option d'achat, Aurélien Scheidler signe un contrat de trois saisons au Sporting de Charleroi contre un montant d'environ un million et demi d'euros,.